# Хуго Карл Франц фон Залм-Райфершайт-Райц
Хуго Карл Франц де Паула Теодор фон Залм-Райфершайт-Райц (на немски: Hugo Karl Franz de Paula Theodor
3.Furst zu Salm-Reifferscheidt-Raitz; * 9 ноември 1832, Прага, Бохемия; † 12 май 1890, Виена) е 3. княз и алтграф на Залм-Райфершайт-Райц, индустриалец в Моравия.

## Произход
Той е големият син на 2. княз и алтграф Хуго Карл Едуард фон Залм-Райфершайт (1803 – 1888) и алтграфиня Леополдина Йозефина Кристиана Поликсена фон Залм-Райфершайт-Краутхайм и Герлахсхайм (1805 – 1878), дъщеря на 1. княз Франц Вилхелм фон Залм-Райфершайт-Краутхайм (1772 – 1831) и принцеса Франциска фон Хоенлое-Бартенщайн (1770 – 1812). Братята му са алтграф Зигфрид (1835 – 1898) и алтграф Ерих Адолф Карл Георг Леодгар фон Залм-Райфершайт-Райц (1836 – 1884).

## Фамилия
Хуго Карл Франц се жени на 12 юни 1858 г. във Виена за принцеса Елизабет фон и цу Лихтенщайн (* 13 ноември 1832, Виена; † 14 март 1894, Виена), дъщеря на княз Карл Йозеф Франц Ксавер Антон Йоханес Капистрано фон и цу Лихтенщайн (1790 – 1865) и графиня Франциска Мария Леополдина Бернхардина фон Врбна и Фройдентал
(1799 – 1863). Те имат пет деца:
- Мария Леополдина Франциска Габриела Елизабет Бонифация фон Залм-Райфершайт-Райц (* 5 юни 1859, Виена; † 29 юни 1897, Опека), омъжена I. на 8 септември 1878 г. във Виена за граф Карл Антон Лео Лудвиг фон Брцецие-Ланкоронски (* 4 ноември 1848, Виена; † 15 юли 1933, Виена), II. на 30 август 1882 г. във Виена за граф Маркус Хайнрих фон Бомбелес (* 18 октомври 1858, Опека; † 8 септември 1912, Опека)
- Хуго IV Леополд Франц Карл Хиполит фон Залм-Райфершайт-Райц (* 2 декември 1863, Виена; † 31 декември 1903, Райц), 4. княз и алтграф на Залм-Райфершайт-Райц, женен на 31 август 1891 г. във Виена за графиня Елеонора Мария Хенриета Алойзия фон Щернберг (* 8 януари 1873, Похорелиц; † 3 октомври 1960, Виена); имат дъщеря и два сина
- Елизабет Габриела Анна Франциска Каролина Мария Юдит фон Залм-Райфершайт-Райц (* 10 декември 1867, Виена; † 19 януари 1888, Бланско, Моравия), омъжена на 17 юни 1885 г. във Виена за граф Владимир Митровски фон Митровиц (* 24 юли 1864, Соколниц; † 21 януари 1930, Баден при Виена)
- Карл Боромеус Хуго Рудолф Франц Ксавер Ернст Хилариус фон Залм-Райфершайт-Райц (* 12 януари 1871, Хицинг до Виена; † 29 юни 1927, Виена), алтграф, женен на 6 май 1905 г. в Лана за принцеса Елизабет фон Фюрстенберг (* 13 май 1878, Лана; † 10 март 1939, Рим); имат син и дъщеря
- Елеонора Августа Елизабет Мария Терезия Гералдина фон Залм-Райфершайт-Райц (* 13 октомври 1873, Виена; † 23 септември 1966), омъжена на 11 април 1894 г. във Виена за граф Йохан Алберт фон Херберщайн (* 12 ноември 1864, Виена; † 20 март 1945, Херберщайн)